# 米勒頓 (加利福尼亞州馬林縣)
米勒頓（英語：Millerton）是位於美國加利福尼亞州馬林縣的一個非建制地區。該地的面積和人口皆未知。

## 地理
米勒頓的座標為38°06′33″N 122°50′44″W / 38.10917°N 122.84556°W，而該地的平均海拔高度為13米（即43英尺）。